# The Ugly Duckling
The Ugly Duckling és el títol de dos curtmetratges de dibuixos animats de la sèrie Silly Symphonies de Walt Disney, basades en el conte de fades L'aneguet lleig, de Hans Christian Andersen. Al conte d'Andersen, Un ànec és rebutjat pels seus companys, ja que el consideren lleig pel seu aspecte diferent. Finalment, l'aneguet lleig esdevé un cigne, una bonica criatura, i acaben els seus patiments.
Walt Disney va produir dos curtmetratges de les Silly Symphonies basats en el conte de fades, un el 1931 en blanc i negre, i un el 1939 en Technicolor. La pel·lícula en color guanyaria el Premi Oscar de 1939 a millor curtmetratge animat, sent també l'última de les Silly Symphonies.
En aquesta versió, els patiments del petit cigne s'escurcen, mentre és trobat per la seva família, després de només uns quants minuts de rebuig i ostracisme, en comptes d'un any sencer. Aquesta versió abreujada és llegida per Lilo a Stitch a la pel·lícula de Disney de 2002 Lilo & Stitch. La història té un impacte profund en Stitch, qui comença a buscar la seva família genuïna.